# Narella horrida
Narella horrida is een zachte koraalsoort uit de familie Primnoidae. De koraalsoort komt uit het geslacht Narella. Narella horrida werd in 1906 voor het eerst wetenschappelijk beschreven door Versluys. 